# Alaró
Alaró es una localidad y municipio español situado en la parte occidental de Mallorca, en las Islas Baleares. Limita con los municipios de Consell, Binisalem, Lloseta, Mancor del Valle, Escorca, Buñola y Santa María del Camino.

## Historia
Su origen se remonta a la época islámica, en la alquería de Oloron. La historia documentada comienza en el siglo XIII, durante la reconquista de Mallorca, siendo su castillo el centro de ésta. Durante la ocupación aragonesa del Reino de Mallorca, sus habitantes musulmanes resistieron en el Castillo de Alaró —uno de los únicos castillos roquers de Mallorca—, siendo este uno de los últimos lugares donde llegó la reconquista cristiana en las islas.

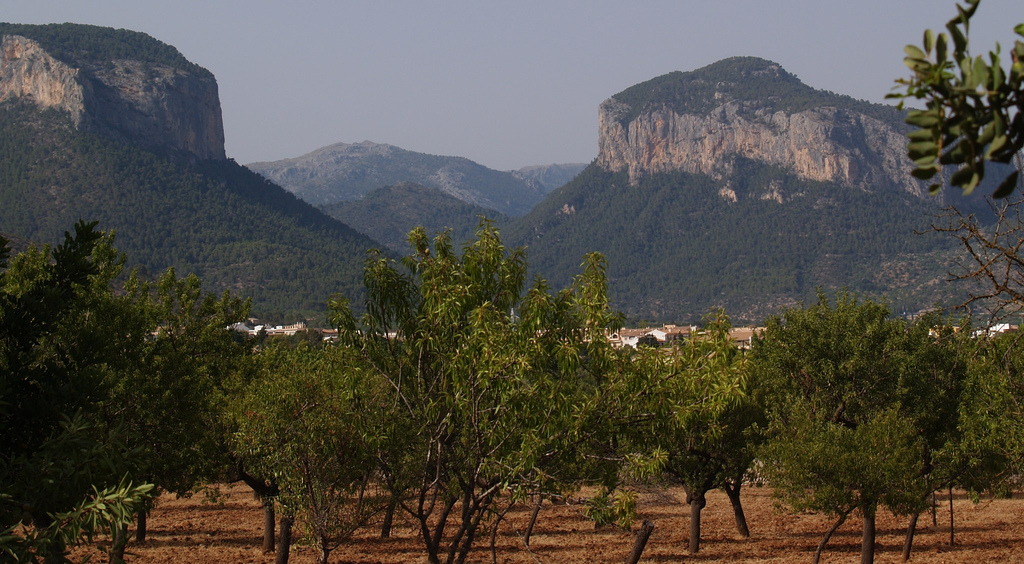
Pico de Alaró y el pico de Alcadena, en la sierra de Tramontana.

Los nobles mallorquines Guillermo Cabrit y Guillermo Bassa, tras ser capturados, fueron condenados a morir asados sobre brasas ardientes por el Rey Alfonso III de Aragón, tal y como indicaba el apellido de uno de los defensores del castillo, que durante la resistencia no había reconocido como rey al invasor del reino mallorquín, permaneciendo leales a su Rey Jaime.

### Ferrocarril de Alaró
En 1880, Jaime Comes Frau y José Sureda Villalonga, dos ciudadanos de Alaró, consiguieron la concesión de una línea férrea que, gestionada por la Sociedad del Ferrocarril de Alaró, unió el pueblo con la estación de la línea férrea Palma-Inca, ubicada en el lugar de Consell (en aquel entonces dependiente del pueblo de Alaró). Hasta 1922, año en el que fueron adquiridas dos locomotoras de gasolina (bautizadas con los nombre de San Cabrit y San Bassa), la tracción del ferrocarril era efectuada por mulas en dirección ascendente y por simple gravedad en sentido descendente. El ferrocarril funcionó hasta el año 1934. Entre los años 1944 y 1945 se instalaron nuevas vías, siendo estas utilizadas por Ferrocarriles de Mallorca para transportar el lignito entre las minas y la estación de Consell hasta 1951, año en el que fueron definitivamente levantadas.

### Primer pueblo con electricidad de Mallorca
También cabe destacar que fue el primer municipio de Mallorca en contar con una red urbana de distribución de electricidad. La inauguración de la red eléctrica en el pueblo tuvo lugar el 15 de agosto de 1901, coincidiendo con las primeras fiestas patronales del municipio en el siglo XX. Según cuentan las crónicas, el pueblo se vistió de gala y hubo una gran afluencia de visitantes venidos de toda la isla, deseosos de catar el prodigio que ofrecía esta energía. Actualmente, la distribución está unificada con el resto de la isla; pero como muestra de la importancia que tuvo, para la isla de Mallorca, aquella primera red de distribución, el día 8 de mayo de 2000, el Consejo Insular de Mallorca, declaró Bien de Interés Cultural, con categoría de monumento, la torre de la antigua fábrica de electricidad de Alaró. Esta torre fue restaurada por el ayuntamiento de la villa en el año 2001 en el marco de la celebración de los cien años de electricidad en el Alaró y en Mallorca.

## Posesiones
Las principales posesiones de la villa son:
- Solleric
- Es Verger
- Bànyols
- S'Olivaret
- So n'Ordines d'Almadrà
- El Rafal
- Son Curt
- Son Penaflor
- Can Xelet
- Sa Casa d'Amunt
- Tofla
- Son Guerau
- La Teulera
- Son Bergues
- Son Fuster
- Son Cadena
- Son Guitard
- Oliclar
- Son Fortesa
- Son Llabià
- Son Frau
- Can Cladera
- Ses Artigues
- Son Antelm
- Son Perot Fiol
- Son Danús

## Demografía
Alaró cuenta con una población de 6037 habitantes (INE 2024).
| Gráfica de evolución demográfica de Alaró entre 1842 y 2021 |
| |
| Población de derecho según los censos de población del INE. Población de hecho según los censos de población del INE.Entre el censo de 1930 y el anterior, disminuye el término del municipio porque independiza a Consell. |

## Administración y política

### Gobierno municipal
| Periodo   | Nombre                      | Partido | Partido                                              |
| --------- | --------------------------- | ------- | ---------------------------------------------------- |
| 1979-1999 | Francisco Rosselló Campaner |         | Partido Socialista de las Islas Baleares (PSIB-PSOE) |
| 1999-2003 | Josep Gomila Benejam        |         | Partit Socialista de Mallorca (PSM)                  |
| 2003-2007 | Miguel Deyá Simonet         |         | Partido Socialista de las Islas Baleares (PSIB-PSOE) |
| 2007-2015 | Joan Simonet Pons           |         | Partido Popular (PP)                                 |
| 2015-2017 | Aina Maria Munar Isern      |         | Partido Socialista de las Islas Baleares (PSIB-PSOE) |
| 2017-2019 | Guillem Balboa Buika        |         | Més                                                  |
| 2019-act. | Llorenç Perelló Rosselló    |         | Partido Popular (PP)                                 |

| Partido político                                     | 2023  | 2023  | 2023       | 2019  | 2019  | 2019       | 2015  | 2015  | 2015       | 2011  | 2011  | 2011       | 2007  | 2007  | 2007       |
| Partido político                                     | %     | Votos | Concejales | %     | Votos | Concejales | %     | Votos | Concejales | %     | Votos | Concejales | %     | Votos | Concejales |
| Partido Popular (PP)                                 | 62,79 | 1735  | 9          | 51,42 | 1395  | 8          | 41,64 | 1111  | 6          | 48,77 | 1304  | 7          | 40,22 | 1117  | 5          |
| Partido Socialista de las Islas Baleares (PSIB-PSOE) | 18,86 | 521   | 2          | 23,63 | 641   | 3          | 26,65 | 711   | 4          | 24,87 | 665   | 4          | 28,63 | 795   | 3          |
| Més (PSM-EN-APIB)                                    | 16,43 | 454   | 2          | 18,47 | 501   | 2          | 26,54 | 708   | 3          | 11,03 | 295   | 1          | 12,71 | 353   | 1          |
| Esquerra Republicana-AM                              | —     | —     | —          | —     | —     | —          | —     | —     | —          | 6,39  | 171   | 1          | —     | —     | —          |
| Unió Mallorquina (UM)                                | —     | —     | —          | —     | —     | —          | —     | —     | —          | —     | —     | —          | 15,99 | 444   | 2          |

## Economía
Una de las actividades económicas más importantes en Alaró fue, durante años, la industria del calzado, que llegó a tener en el municipio hasta treinta fábricas y más de dos mil personas dedicadas a ello. Actualmente, dicha actividad económica se ha visto reducida a su mínima expresión, contando con sólo una empresa de importancia en dicho sector.

## Deportes
En el 2021 el Club Volei Alaró, compuesto por más de 170 jugadoras y jugadores en diversas categorías, celebró el 30 aniversario de su constitución.

## Otros intereses
También fueron de importancia las minas de lignito, hoy en día cerradas, de interés para las actividades de generación y distribución eléctrica, y que en sus últimos años pertenecieron a la compañía eléctrica GESA, actualmente parte del grupo Endesa.
En la actualidad, el pueblo de Alaró, al igual que muchos otros en la isla, se ha convertido en pueblo dormitorio, trabajando la mayoría de sus habitantes en la capital de la isla —Palma de Mallorca— o en la próxima ciudad de Inca.